# Баклан новозеландський
Баклан новозеландський (Leucocarbo carunculatus) — вид сулоподібних птахів родини бакланових (Phalacrocoracidae).

## Поширення
Phalacrocorax carunculatus є ендеміком Нової Зеландії. 92 % популяції гніздиться на Білих скелях, скелях Сентінел, рифі Дуфферс і островах Тріо, що входять до складу островів Мальборо. Ці острови знаходяться за 40 км на північ від Південного острова у протоці Кука. Є дві невеликих колонії на острові Д'юрвіля. Птахи раніше гніздились на півострові Д'юрвіля й островах Te Куру Куру. Дослідження 1992—2002 років вказують, що популяція виду становить близько 645 птахів, у тому числі 102—126 гніздових пар. Розмір популяції, як вважається, залишається стабільним протягом останніх 50 років.

## Опис
Великий, чорний-білий баклан. Завдовжки до 76 см, вагою 2,5 кг. Голова, шия, нижня частини спини, крижі, надхвіст чорного кольору з блакитним відблиском. Черево біле. Ноги рожеві. Білі плями на крилах з'являються у складеному стані. Жовто-оранжева ділянка шкіри знаходиться вище основи дзьоба.

## Спосіб життя
Баклан гніздиться на невеликих острівцях та скелях. Гнізда розміщені близько 1 м один від одного. Птах живиться дрібною рибою. Основу раціону складає камбала виду Arnoglossus scapha, що не має комерційного значення.